# Calosoma sponsum
Calosoma sponsum är en skalbaggsart som beskrevs av Thomas Casey. Calosoma sponsum ingår i släktet Calosoma och familjen jordlöpare. Inga underarter finns listade i Catalogue of Life.